# Akira Lane

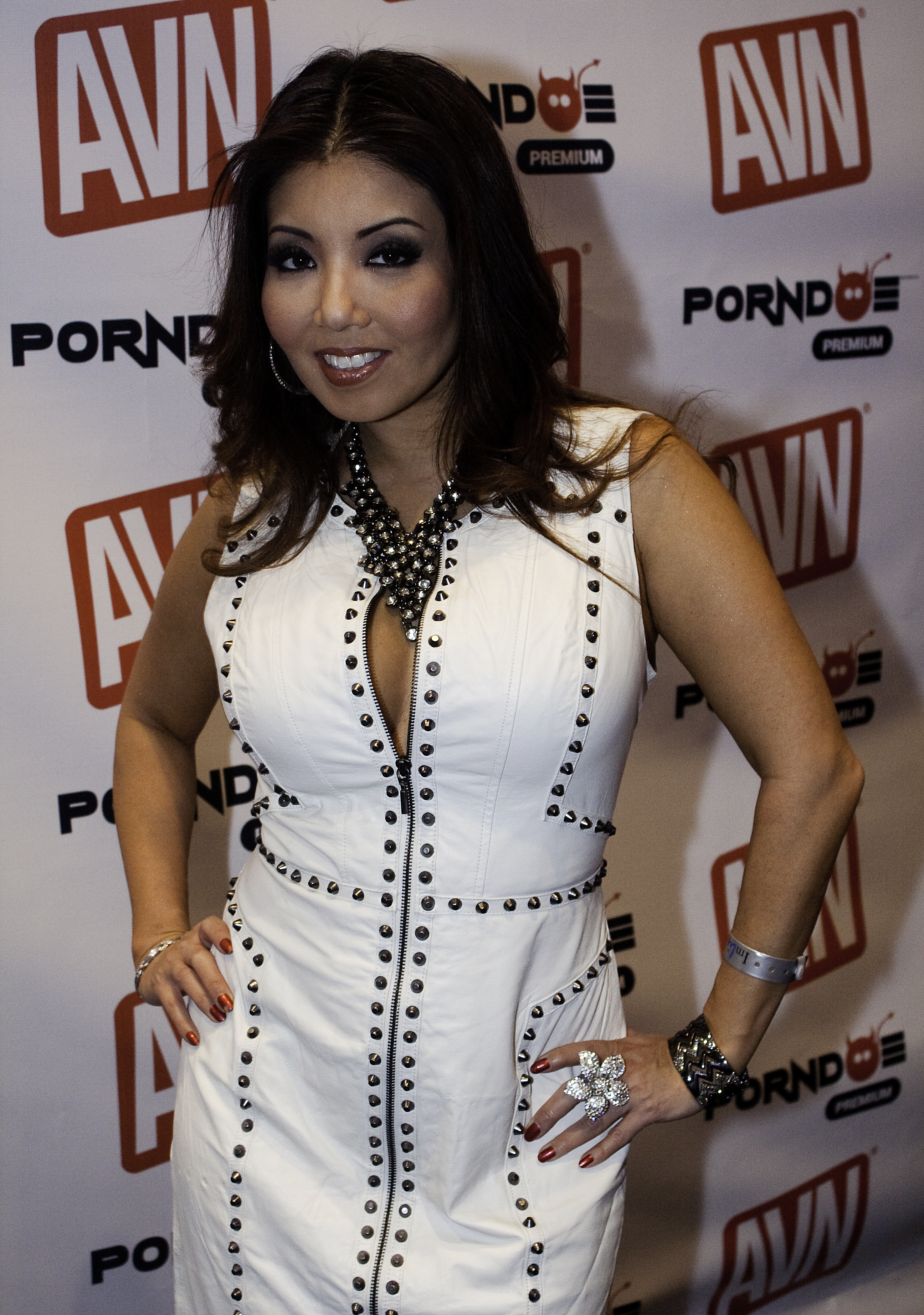
Akira Lane

Akira Lane (* 9. Juni 1981 in der Präfektur Okinawa) ist eine japanische Schauspielerin, ehemalige Pornodarstellerin sowie Fetisch- und Aktmodel.

## Leben & Karriere
Akiras Vater stammt aus Hawaii, USA und ihre Mutter aus Okinawa, Japan. Die in Japan geborene und aufgewachsene Lane besuchte eine amerikanische Schule. Mit 18 Jahren zog sie nach Norfolk in Virginia, um die Old Dominion University zu besuchen, wechselte jedoch ein Jahr später an die San Diego State University, wo sie schließlich ihren Bachelor-Abschluss in International Business erwarb. Anschließend arbeitete sie zunächst als Verkäuferin für Finanzprodukte und später als Software-Beraterin.
In ihrer Jugend und während ihrer Zeit im College arbeitete sie bereits gelegentlich als Model. 2000 verlor sie eine Wette und posierte als Wetteinsatz nackt für einige Foto-Aufnahmen, die sie danach in einem Online-Forum für Fotografie veröffentlichte. Als Reaktion auf diese Bilder erhielt sie zahlreiche Angebote als Foto-Modell. Schließlich wurden Bilder von ihr in der Juni-Ausgabe 2002 des Playboy-Magazins abgedruckt.
Nach einem Angebot der Webseite JBVideo.com begann sie auch mit einer Tätigkeit als Aktmodell mit den Schwerpunkten Fetisch und Bondage. Sie intensivierte ihre Arbeitstätigkeit und betreibt inzwischen eine eigene Webseite für Feinstrumpfhosen-Fetischisten.
Ihren ersten Auftritt in einer professionellen Filmproduktion hatte sie in Thrust von Indigo Studios, einer Tochterfirma von Playboy. Sie spielte seitdem in mehreren Erotik- sowie in einigen Bondage- und Fetischfilmen mit.
Lane war von 2001 bis 2017 als Darstellerin in Hardcore-Pornofilmen für verschiedene Websites und Produktionsunternehmen tätig.

## Filmografie (Auswahl)
- 2003: Thrust
- 2003: Accidental Stripper
- 2004: Lessons in Love
- 2005: Secret Desires of a Housewife 2
- 2007: Damsels in Bondage 8&9
- 2007: Fairway to Heaven
- 2008: Ice Scream: The ReMix